# Palácio de Água de Peixes
O Palácio de Água de Peixes, igualmente conhecido como Solar de Água de Peixes ou Palácio dos Duques de Cadaval, localiza-se na freguesia de Alvito, no município do mesmo nome, distrito de Beja, em Portugal.
Encontra-se classificado como Monumento Nacional desde 2002.

## História
A ocupação na zona de Água de Peixes remonta provavelmente até à época romana, podendo ter estado aqui situada uma villa romana. Nas imediações foram encontrados outros vestígios deste período, incluindo duas minas de ferro e um casal rústico.
Se bem que a sua construção remonte ao século XII, o aspecto actual é quinhentista. Pertenceu à Casa de Bragança e logo ao Duque do Cadaval. 
Em Janeiro de 1501, a quinta e os terrenos de Água de Peixes foram comprados, em conjunto com a vila de Albergaria dos Fusos, por D. Álvaro de Bragança (1440-1504). Em Maio de 1520 outras duas povoações próximas entraram na posse da família, com a aquisição de Vila Alva e Vila Ruiva por parte de D. Rodrigo de Melo. Segundo a obra Historia Genealogica da Casa Real Portugueza, de António Caetano de Sousa, ao longo do século XVI e nos inícios do seguinte a quinta de Água de Peixes foi muito utilizada como local de recreio pelos membros da família, «por ser o sitio ameno, abundante de caça, com muita agua, [...] de que ainda hoje se vê na antiguidade do Palacio, e da Quinta, a grandeza dos Senhores della, e o bom gosto, que tinhaõ daquelle agradavel retiro, em que passavaõ muita parte do anno, por ser em todas as Estações saudavel».
Num artigo publicado no Arquivo de Beja em 1951, o arqueólogo Abel Viana afirmou que «enquanto o 2.º Marquês de Ferreira vivia no seu solar de Água de Peixes, o irmão clérigo, D. Álvaro, edificava o castelo de Vila Ruiva, a dois passos da casa paterna, ou adaptava a sua residência o Castelo que possivelmente lá existisse». Abel Viana refere igualmente que os finais do século XVI ou princípios do seguinte os Marqueses de Ferreira terão começado a reduzir as suas visitas a Água de Peixes, processo que se acentuou principalmente a partir do período de D. Nuno Álvares Pereira de Melo, 1.º Duque de Cadaval (1628-1725), uma vez que a família passou a participar com mais frequência em missões na corte e no estrangeiro. Esta situação levou ao declínio e ruína do castelo de Vila Ruiva e das residências de Água de Peixes e de Vila Alva.
O imóvel foi classificado como Monumento Nacional pelo Decreto n.º 5/2002, de 19 de Fevereiro.

## Características
Situa-se na Herdade de Água de Peixes, a cerca de 6 Km da vila de Alvito, tendo acesso pelo caminho municipal n.º 1004.
Apresenta planta quadrangular, de linhas simples, dividido internamente em dois largos pisos, que emolduram um pátio central, ajardinado. Este pátio conserva ainda o seu aspecto claustral.
O pátio, murado e contornado pelo edifício, é amplo e contém um original tanque de 50 metros quadrados que tempos idos formava uma piscina. Este tanque hoje é ocupado por um zambujeiro. Para o pátio dá uma capela que se distribui rectangularmente por uma só nave, iluminada apenas por duas pequenas frestas, dando ao espaço um aspecto de dormitório conventual, de local de clausura. Essas pequenas janelas são decoradas com ombreiras manuelinas.
Além de traços do fim do período medieval, o edificio apresenta ainda elementos do estilo manuelino. Nele destaca,-se ainda uma colecção de azulejaria portuguesa setecentista.
No exterior está pintado com cores típicas alentejanas: o branco e o azul.
O investigador Reinaldo dos Santos considerou o imóvel de Água de Peixes como um exemplo da influência mudéjar sobre a variante do manuelino encontrada no Alentejo, onde um dos mais elementos mais comuns era o arco ultrapassado.